# ファイヤー・ガール
『ファイヤー・ガール』（Fire Girl）は才谷ウメタロウによる日本の漫画。『週刊漫画TIMES』（芳文社）にて、2013年11月22日号（同年11月8日発売）より2015年3月27日号（同年3月13日発売）まで隔週連載された。

## あらすじ
主人公・岩倉ユキは女性ながらも憧れのレスキュー隊員を目指すべく消防学校に入校。しかし、そこでは想像を絶する過酷な訓練が彼女を待ち受けていた。そして、様々な苦難や試練を乗り越えながらもユキは仲間達と共に消防士として様々なことを学んでいくのであった。

## 登場人物

### 主要人物
岩倉 ユキ（いわくら ユキ）
主人公。わずか4人しかいない女子生徒の1人。叔父が消防隊員だった影響で自身もレスキュー隊員に憧れるようになり、それを目指すべく高校卒業後、消防学校に入校した。体力と根性には自信がある。想像以上に過酷な訓練での苦労や人を失うことへの恐怖心を抱きながらも、持ち前の根性と熱意でそれを切り抜けていく。見かけによらず大食い。
実務研修では小久保と同じ消防署・さくら署に配属される。

### 消防学校
小久保 勇介（こくぼ ゆうすけ）
ユキの同僚にして総代を務める青年。ユキと仲が良い。真面目な性格。実務研修ではユキと同じさくら署に配属される。
秋月 天馬（あきづき てんま）
ユキの同僚の1人。眼鏡をかけた青年。同期の中で最年長の28歳。クールな性格でプライドが高く皮肉屋だが、時に熱い一面も見せる。火災現場での経験は少ないが、知識は豊富に持っている。
最終巻のおまけ漫画では結婚し、子供も出来た模様。またその事もあってか内勤に異動している。
木戸（きど）
ユキの同僚の1人。17歳。陽気な性格の青年でムードメーカー的存在。秋月によく皮肉を言われており、彼曰く「サルの血を引いている」。兄がおり、同じく消防士をやっている。
桜庭（さくらば）
ユキの同僚の1人。ボーイッシュな外見の女性。フルネームは不明だがユキからは「玉ちゃん」と呼ばれている。いとこが救急隊員であり、自身もそれを志望している。母親は既に死去している模様。
卒業後は本人の希望通り救急隊員となった。
沢口（さわぐち）
ユキの同僚の1人。ボブカットの髪形をした女性。フルネームは不明だがユキからは「凛ちゃん」と呼ばれている。幼少時に家が火事に遭い、背中の付近にその時に負った傷がある。女性ということもあり両親からは消防士になることを反対されていたが、実科査閲での様子を見せたことで最終的に認めてもらった模様。
卒業後はポンプ隊に所属。
大河内（おおこうち）
ユキの同僚の1人。大柄な女性で男性顔負けの怪力の持ち主であり、ある時、木戸と腕相撲をしたときには余裕で勝利していた。性格も外見通り豪放。反面、勉強は苦手なようで座学では苦労している模様。
最終巻のおまけ漫画では機関士を務めている。
神楽 源一郎（かぐら げんいちろう）
教官。白髪に眼鏡をかけた中年男性。厳しい反面、真理を突いた言葉でユキたち生徒を指導していく。
吾妻（あづま）
教官。厳つい外見をした中年男性。厳格かつ熱い性格で、ユキたち生徒を激しく叱咤しながら指導していく。

### さくら消防署
北条 霧子（ほうじょう きりこ）
さくら署の女性消防士。背の高い女性。神楽の元教え子。ユキと小久保が配属された初日に火災現場で指を負傷した後、桂からの命令でユキの指導係を受け持つ。自分が指導してきた新人が全て辞めてしまったために研修が嫌になっている。
近藤（こんどう）
さくら署の職員。管理指導課に所属。背の低い太った体型の熟女。大らかでさばさばとした性格。ユキと小久保を指導する。見た目通り大食い。
郡山（こおりやま）
さくら署の先輩消防士。
桂（かつら）
さくら署の隊長。普段は温厚な性格であるが、遅刻や事前準備を怠っている隊員には怒号を浴びせるなど鬼教官としての一面も持つ。カツカレーが好物。

## 書誌情報
- 才谷ウメタロウ 『ファイヤー・ガール』 芳文社〈芳文社コミックス〉、全4巻
  1. 2014年4月16日発売、ISBN 978-4-8322-3400-0
  2. 2014年9月16日発売、ISBN 978-4-8322-3420-8
  3. 2015年1月15日発売、ISBN 978-4-8322-3435-2
  4. 2015年5月16日発売、ISBN 978-4-8322-3453-6